# 1-й Обыденский переулок
1-й Обы́денский переу́лок (в 1965—1992 — улица Крыленко) — небольшая улица в центре Москвы в Хамовниках между 3-м Обыденским переулком и Остоженкой.

## История
Все три Обыденских переулка получили название по церкви Ильи Пророка Обыденного, построенной, по преданию, верующими по обету обыденкой, то есть за один день. В середине XIX века носил название Безобразовский переулок по фамилии местного домовладельца майора Г. Б. Безобразова. До 1922 года — 1-й Ильинский переулок. Это название переулку было дано в XVIII веке по той же церкви. В 1965—1992 годах — улица Крыленко, названная в честь Николая Крыленко (1885—1938), наркома по военным делам первого Советского правительства. С 1936 года был наркомом юстиции, где снискал печальную известность как ревностный идеолог беззаконных репрессий. Был расстрелян в 1938 году, но реабилитирован в 1955 году.

## Описание
1-й Обыденский переулок начинается от 3-й Обыденского, проходит на северо-запад параллельно 2-му Обыденскому с юга и Соймоновскому проезду с севера. Выходит на Остоженку в непосредственной близости от площади Пречистенские Ворота.

## Примечательные здания и сооружения
По нечётной стороне:
- № 5 — Доходный дом (1906, архитектор О. Г. Пиотрович). Здесь жил океанолог Л. А. Зенкевич[2].
- № 7 — Доходный дом (1904, архитектор К. Ф. Буров)

## В кинематографе
Переулок (тогда улицу Крыленко) можно увидеть в советском телефильме 1984 года «Гостья из будущего».